# Ejgirdowie herbu własnego
Ejgirdowie herbu własnego, znani również jako Eygirdowie i Ejgierdowie – pochodzili ze starożytnego rodu żmudzkiego, zamieszkującego Wileńszczyznę, posługiwali się odmianą herbu Abdank - przez środek Abdanka przechodził miecz. Inaczej nazywany jest herbem Eygird.

## Historia
Rycerz Marcyjan Ejgierd brał udział w 1605 roku w bitwie pod Kircholmem dowodzonej przez Jana Karola Chodkiewicza, brat Paweł Ejgierd w bitwie o Smoleńsk w 1609 roku i 1611 roku. Najbardziej znany z rodu był Mikołaj Szokal-Eygird, posiadacz ziemski z Oszmiany 1678 roku.
Wiadomości o rodzie można odnaleźć w herbarzu Wijuka-Kojałowicza.